# Vilanija
Vilanija är en ort i Kroatien.   Den ligger i länet Istrien, i den västra delen av landet, 190 km väster om huvudstaden Zagreb. Vilanija ligger 78 meter över havet och antalet invånare är 178.
Terrängen runt Vilanija är platt åt sydväst, men åt nordost är den kuperad. Terrängen runt Vilanija sluttar västerut. Runt Vilanija är det ganska tätbefolkat, med 124 invånare per kvadratkilometer. Närmaste större samhälle är Umag, 4,7 km väster om Vilanija. Omgivningarna runt Vilanija är en mosaik av jordbruksmark och naturlig växtlighet.